# Uthai Thani (tỉnh)
Uthai Thani (tiếng Thái: อุทัยธานี, phiên âm: U-thai Tha-ni) là một tỉnh miền Bắc của Thái Lan. Các tỉnh lân cận (từ phía bắc theo chiều kim đồng hồ) là: Nakhon Sawan, Chai Nat, Suphan Buri, Kanchanaburi và Tak.